# کیدشت
کیدشت یک روستا در ایران است که در بخش مرکزی شهرستان سربیشه واقع شده‌است. کیدشت ۵۶ نفر جمعیت دارد.